# Stina Ekblad
Stina Ekblad est une actrice finlandaise, née le 26 février 1954 dans le village de Solf à Korsholm (Ostrobotnie).

## Biographie
Stina Ekblab étudie l'art dramatique à l'école du théâtre d'Odense (Danemark) de 1972 à 1975 et poursuit sa formation en Suède, où elle s'installe, au théâtre municipal de Stockholm (en), entre 1980 et 1988.
Très active au théâtre dramatique royal de Stockholm (Kungliga Dramatiska Teatern, abrégé Dramaten, en suédois), elle y débute en 1987 dans Drottningens Juvelsmycke de Carl Jonas Love Almqvist, aux côtés d'Anita Björk. À ce jour, sa dernière pièce en ce lieu est Som löven i Vallombrosa de Lars Norén, en 2013.
Entretemps, elle tient notamment les rôles-titre dans Madame de Sade de Yukio Mishima (1989, mise en scène d'Ingmar Bergman, avec Anita Björk et Marie Richardson), Médée d'Euripide (1995), Mère Courage et ses enfants de Bertolt Brecht (2003) et Phèdre de Jean Racine (2006).
Toujours au Dramaten, citons également Le Père d'August Strindberg (1997), Les Trois Sœurs d'Anton Tchekhov (1999), ou encore Hamlet de William Shakespeare (2008).
Au cinéma, elle apparaît d'abord dans un court métrage de 1981. Suivent à ce jour quarante autres films, majoritairement suédois ou en coproduction, le dernier étant annoncé pour 2015. 
Son premier rôle notable au grand écran est celui d'Ismaël Retzinsky dans Fanny et Alexandre d'Ingmar Bergman (1982, avec Ewa Fröling et Jan Malmsjö). Mentionnons aussi Le Chemin du serpent de Bo Widerberg (adaptation du roman éponyme de Torgny Lindgren, 1986, avec Stellan Skarsgård et Pernilla August), Amorosa de Mai Zetterling (1986, avec Erland Josephson), Infidèle de Liv Ullmann (2000, avec Lena Endre et Erland Josephson) et Love Is All You Need de Susanne Bier (2012, avec Trine Dyrholm et Pierce Brosnan).
Le Chemin du serpent et Amorosa lui permettent de gagner en 1987 le Prix Guldbagge de la meilleure actrice (elle est plus tard nommée dans la même catégorie en 1996 pour Pensionat Oskar).
À la télévision, pour ses débuts à l'écran, Stina Ekblad joue d'abord dans un téléfilm diffusé en 1977. Suivent douze autres téléfilms, dont La Marquise de Sade d'Ingmar Bergman (1992, adaptation de la pièce précitée Madame de Sade interprétée au Dramaten), où Anita Björk, Marie Richardson et elle reprennent leurs rôles respectifs.
S'ajoutent dix-neuf séries de 1997 à 2013, dont Skärgårdsdoktorn (un épisode, 2000), Borgen, une femme au pouvoir (deux épisodes, 2011) et Wallander : enquêtes criminelles (vingt-quatre épisodes, 2005-2013).

## Théâtre au Dramaten (sélection)
- 1987 : Drottningens Juvelsmycke de Carl Jonas Love Almqvist
- 1988 : Les Liaisons dangereuses (Farliga förbindelser) de Christopher Hampton, d'après le roman éponyme de Pierre Choderlos de Laclos : Marquise de Merteuil
- 1989 : Madame de Sade (Markisinnan de Sade) de Yukio Mishima, mise en scène d'Ingmar Bergman : rôle-titre
- 1990 : La Hija de Rappaccini (Beatrice, Rappaccinis dotter) d'Octavio Paz : rôle-titre
- 1993 : Mesure pour mesure (Lika för lika) de William Shakespeare : Isabella
- 1994 : La Sonate des spectres (Spöksonaten) d'August Strindberg, mise en scène d'Andrzej Wajda : la Jeune Fille
- 1994 : Systrar, bröder de (et mise en scène par) Stig Larsson : Inga
- 1995 : Médée (Medea) d'Euripide : rôle-titre
- 1997 : Le Père (Fadren) d'August Strindberg : Laura
- 1998 : La Puce à l'oreille (Leva loppan) de Georges Feydeau : Raymonde Chandebise
- 1999 : Les Trois Sœurs (Tre systrar) d'Anton Tchekhov : Olga
- 2000 : Le Songe d'une nuit d'été (En midsommarnattsdröm) de William Shakespeare : Titania / Hippolyte
- 2002 : Andromaque de Jean Racine : Phœnix
- 2002 : La Nuit des rois (Trettondagsafton) de William Shakespeare : Maria
- 2003 : Mère Courage et ses enfants (Courage och hennes barn) de Bertolt Brecht : rôle-titre
- 2004 : Tre knivar från Wei d'Harry Martinson : Shi Mo
- 2004 : Le Marchand de Venise (Köpmannen i Venedig) de William Shakespeare : Portia
- 2006 : Phèdre (Fedra) de Jean Racine : rôle-titre
- 2007 : La Danse de mort I et II (Dödsdansen I-II) d'August Strindberg : Alice (+ version téléfilmée en 2007)
- 2008 : Hamlet de William Shakespeare : Gertrude
- 2009 : Les Joyeuses Commères de Windsor (Muntra fruarna i Windsor) : Mme Page
- 2009 : La Fille à l'imperméable jaune (Flicka i gul regnjacka) de Jon Fosse : la deuxième femme
- 2010 : La Tempête (Stormen) de William Shakespeare : Ariel
- 2011 : Les Filles d'Idla (Idlaflickorna) de Kristina Lugn : Barbro
- 2012 : La Sonate des spectres (Spökensonaten) d'August Strindberg : le Vieux
- 2013 : Som löven i Vallombrosa de Lars Norén : Lena
- 2014 : La Mouette (Måsen) d'Anton Tchekhov : Arkadina

## Filmographie partielle
Sauf indication contraire, les informations mentionnées dans cette section peuvent être confirmées par les bases de données cinématographiques  présentes dans la section « Liens externes ».

### Cinéma
- 1982 : Fanny et Alexandre (Fanny och Alexander) d'Ingmar Bergman : Ismaël Retzinsky
- 1986 : Le Chemin du serpent (Ormens väg på hälleberget) de Bo Widerberg : Tea Alexisdotter
- 1986 : Amorosa de Mai Zetterling : Agnes von Krusenstjerna
- 1989 : Notater om kærligheden de Jørgen Leth : la femme avec l'argent
- 1990 : Amis, camarades (Ystävät, toverit) de Rauni Mollberg : Lisa Jurmala
- 1990 : Kaninmannen de Stig Larsson : Lollo
- 1991 : Freud quitte la maison (Freud flyttar hemifrån...) de Susanne Bier : l'infirmière
- 1994 : Min fynske barndom d'Erik Clausen : Kirstine, la mère
- 1995 : Pensionat Oskar de Susanne Bier : Gunnel Runeberg
- 1997 : Sekten de Susanne Bier : Karen
- 1999 : Magnetisørens femte vinter de Morten Henriksen : la gouvernante (Husholdersken)
- 2000 : Infidèle (Trolösa) de Liv Ullmann : Eva
- 2000 : Gossip de Colin Nutley : Eivor Pellas
- 2001 : Så vit som en snö de Jan Troell : Stine
- 2007 : Hjemve de Lone Scherfig : la missionnaire
- 2009 : Une solution rationnelle (Det enda rationella) de Jörgen Bergmark : Maj Fjellgren
- 2012 : Love Is All You Need de Susanne Bier : la doctoresse
- 2023 : Un jour et demi (En dag och en halv) de Fares Fares : Wanja

### Télévision

#### Séries télévisées
- 2000 : Skärgårdsdoktorn, saison 3, épisode 3 Gubbar och sjöjungfrur : Sirkka Blom
- 2011 : Borgen, une femme au pouvoir (Borgen), saison 2, épisode 9 Le Respect de la vie privée (Privatlivets fred) et épisode 10 Une communication de nature particulière (En bemærkning af særlig karakter) : Lisbet Kofoed
- 2005-2013 : Wallander : enquêtes criminelles (Wallander), saisons 1 à 3, 24 épisodes : Karin Linder

#### Téléfilms
- 1992 : La Marquise de Sade (Markisinnan de Sade) d'Ingmar Bergman : rôle-titre
- 1999 : På sista versen de Tomas Alfredson : la secrétaire de Casten
- 2007 : August de Stig Larsson : Bettie von Essen

## Distinctions
Sauf indication contraire, les informations mentionnées dans cette section peuvent être confirmées par les bases de données cinématographiques  présentes dans la section « Liens externes ».

### Récompense
- Prix Guldbagge 1987 : meilleure actrice, pour Le Chemin du serpent et Amorosa

### Nomination
- Prix Guldbagge 1996 : meilleure actrice pour Pensionat Oskar